# Mommy
Mommy ist ein 2014 erschienenes kanadisches Filmdrama. Regie führte Xavier Dolan, der auch das Drehbuch schrieb. Der Film hatte im Wettbewerb der Internationalen Filmfestspiele von Cannes 2014 Premiere und gewann dort den Preis der Jury. Außerdem kam er 2015 als kanadischer Beitrag in die Vorauswahl für den Oscar als bester fremdsprachiger Film.

## Handlung
Der fiktionale Ausgang der kanadischen Wahlen führte zum Erlass eines Gesetzes, das es Eltern verhaltensauffälliger Kinder in einer Notlage ermöglicht, das Sorgerecht für ihren Nachwuchs per Erklärung an ein Krankenhaus abzutreten. 
Die verwitwete Diane Després holt ihren 15-jährigen Sohn Steve, der an ADHS und gewalttätigen Ausbrüchen leidet, aus einem Heim ab. Dort hatte Steve ein Feuer gelegt, bei dem ein anderer Junge schwer verletzt wurde. Diane versucht nun, mit ihrem Sohn unter starken finanziellen Schwierigkeiten über die Runden zu kommen. Doch wegen der zeitlichen Einschränkungen verliert sie ihren Job. In einem Streit würgt Steve seine Mutter, Diane kann sich nur mit Gewalt aus dieser Lage befreien. Die Nachbarin Kyla kann die Situation wieder beruhigen und kümmert sich um Steves Wunde.
Die stotternde Kyla ist Lehrerin, macht nach eigenen Angaben aber gerade ein Sabbatical. Beeindruckt von der beruhigenden Wirkung, die Kyla auf Steve offenbar ausübt, bittet Diane sie, Steve Unterricht zu erteilen, damit er einen Abschluss erhalten kann. Kyla willigt ein. Die erste Unterrichtseinheit verläuft noch wenig erfolgreich, weil Steve ihr gegenüber aufdringlich wird. Am selben Abend entschuldigt sich Steve jedoch und bittet sie, ihn weiter zu unterrichten. Die drei freunden sich an und verbringen viele Abende miteinander. Diane und Steve erleben bei allen Schwierigkeiten auch schöne Momente, da Steve seine Mutter über alles liebt und dies auch ausdrücken kann. Auch Kyla scheint die gemeinsame Zeit gut zu tun, in Gegenwart der Després stottert sie deutlich weniger als gegenüber ihrer eigenen Familie. Das Leben aller scheint eine Wendung zum Guten zu nehmen, doch dann erhält Diane eine hohe Schadensersatzforderung von den Eltern des durch Steve verletzten Jungen. Sie sucht Hilfe bei einem Anwalt in der Nachbarschaft, der ihr bereits Avancen machte, doch das scheitert daran, dass Steve in ihm eine Gefahr für seine Mutter sieht und ihn tätlich angreift.
Als die Situation nach einem Suizidversuch Steves ausweglos erscheint, nimmt Diane den Ratschlag einer Beraterin an, das eingangs erwähnte Gesetz in Anspruch zu nehmen und Steve der geschlossenen Psychiatrie zu übergeben. Während eines Ausflugs zu dritt mit Kyla hält Diane für einen angeblichen Toilettenstop an einer Klinik, geht zum Gebäude und kommt mit drei Pflegern wieder auf das Auto zu. Steve versucht zu fliehen, wird aber gewaltsam und zuletzt unter Einsatz eines Tasers ruhiggestellt. Diane und Kyle leiden sehr unter der Behandlung, der sie Steve ausgesetzt haben.
Einige Zeit später ruft Steve, offenbar unter Zwang, von der Psychiatrie aus bei seiner Mutter an. Er spricht ihr auf die Mailbox und gibt sich einsichtig darin, was er ihr angetan hat. Kyla besucht Diane kurz darauf und teilt ihr mit, dass sie mit ihrer Familie nach Toronto zieht. Diane gibt sich überschwänglich euphorisch und beglückwünscht Kyla, doch als sie wieder allein ist, verliert sie ihre Contenance – nun hat sie niemanden mehr. In der letzten Szene sieht man Steve in der Klinik, der sich in einem günstigen Moment losreißt und auf ein Fenster zurennt.

## Kritiken
Der Film erhielt überwiegend positive Kritiken. Bei Rotten Tomatoes sind 88 % der Kritiken positiv bei insgesamt 130 Kritiken; die durchschnittliche Bewertung beträgt 7,9/10. Bei Metacritic erhält der Film eine Bewertung von 74/100, basierend auf 34 Kritiken.
The Guardian beschrieb den Film als „sensationelles, grenzüberschreitendes Vergnügen“ mit „überraschender emotionaler Tiefe“. („[…] a splashy, transgressive treat, from […] surprising emotional depth […]“) Der film-dienst bezeichnete den Film als „intensives, berührendes Drama mit kraftvollen Bild-Ton-Kompositionen“. Das quadratische Leinwandformat zeichne dabei „die beengten Verhältnisse ab“ und sorge „für die Konzentration auf die im Bild zentrierten Figuren“. Hervorgehoben wurde außerdem die Musik im Film.
Zeit Online schrieb, nachdem Dolan in I Killed My Mother (2009) halbbiografisch seine schwierige und hasserfüllte Beziehung zu seiner Mutter verarbeitet hatte, versuche er nun, „sie zu rächen“.
Gerhard Midding von epd Film zeigte sich begeistert von Dolans Film, in dem er, „wie in Laurence Anyways, eine nervenaufreibende Utopie des Miteinanders“ beschwöre. „Eine solch mitreißend Folie à trois“ habe „es im Kino noch nicht gegeben: eine nonchalante Mutter, ihr hyperaktiver Sohn und eine traumatisierte Lehrerin verschwören sich gegen die Enge und Zumutungen des bürgerlichen Lebens“.

## Auszeichnungen
Mommy erhielt 41 Auszeichnungen und weitere 40 Nominierungen. Neben dem Jurypreis in Cannes gewann der Film den César als bester ausländischer Film und er erhielt zwei Nominierungen bei den Satellite Awards.
In Kanada gewann der Film acht Preise bei den Jutra Awards sowie neun Auszeichnungen bei den Canadian Screen Awards. Der Film wurde im Rahmen des Toronto International Film Festival von Filmschaffenden in die Liste der besten zehn kanadischen Filme des Jahres 2014 gewählt.

## Deutsche Synchronfassung
Die deutsche Synchronbearbeitung entstand bei der DMT Digital Media Technologie GmbH in Hamburg. Stephan Hoffmann schrieb das Dialogbuch und führte Dialogregie.
| Darsteller            | Deutscher Sprecher | Rolle                  |
| --------------------- | ------------------ | ---------------------- |
| Anne Dorval           | Marion Martienzen  | Diane 'Die' Després    |
| Antoine Olivier Pilon | Julius Jellinek    | Steve O’Connor Després |
| Michèle Lituac        | Ela Nitzsche       | Jacqueline             |
| Suzanne Clément       | Anita Vulesica     | Kyla                   |
| Isabelle Nélisse      | Yael Buch          | Kylas Tochter          |
| Viviane Pascal        | Katrin Decker      | Marthe                 |
| Natalie Hamel-Roy     | Katja Brügger      | Natasha                |
| Alexandre Goyette     | Martin May         | Patrick                |
| Patrick Huard         | Stephan Hoffmann   | Paul                   |